# Ingrid Rumpfhuber
Ingrid Rumpfhuber (* 3. Februar 1981 in Grieskirchen, Oberösterreich) ist eine ehemalige österreichische Skirennläuferin. Sie war auf die Geschwindigkeitsdisziplinen Abfahrt und Super-G spezialisiert, fuhr aber auch Riesenslaloms.

## Biografie
Im Alter von einem Jahr übersiedelte ihre Familie von Oberlaab bei Wels nach Bad Ischl. Dort besuchte Rumpfhuber die Volksschule und das Gymnasium. Nach der vierten Klasse wechselte sie in das Skigymnasium Stams, um sich voll auf den Skirennsport zu konzentrieren. Mit diesem begann sie bereits im Alter von sieben Jahren, als ein Trainer des ASKÖ Gosau auf sie aufmerksam wurde. Danach fuhr sie für den WSV Bad Ischl.
Ihr erstes FIS-Rennen bestritt Rumpfhuber im November 1996, der erste Sieg folgte am 11. Dezember 1997 beim Riesenslalom in Bad Hofgastein. Erste große Erfolge auf internationaler Ebene feierte sie 1997 mit dem Gewinn der Silbermedaille bei den Europäischen Olympischen Winter-Jugendtagen in Sundsvall im Parallelslalom sowie bei den Junioren-Weltmeisterschaften 2000 mit der Silbermedaille im Super-G. Im Europacup ging sie erstmals im Jänner 1999 an den Start und konnte insgesamt drei Rennen gewinnen. Im Weltcup war sie erstmals im Februar 2001 am Start. Sie erreichte viermal einen Platz unter den schnellsten zehn (immer in der Abfahrt), die beste Platzierung war ein sechster Rang in Åre am 2. Februar 2002.
Ingrid Rumpfhuber musste in ihrer Karriere mehrere schwere Verletzungen hinnehmen: Am 18. Jänner 2003 stürzte sie in der Abfahrt von Cortina d’Ampezzo schwer und zog sich Bänderzerrungen im rechten Knie sowie einen Impressionsbruch am Schienbeinkopf zu. Ein Jahr später kam sie noch schwerer zu Sturz: Am 29. Jänner 2004 geriet sie beim Abschlusstraining zur Weltcup-Abfahrt in Haus im Ennstal bei einem Sprung in Rücklage und zog sich einen offenen Bruch des Schien- und Wadenbeins zu. Aufgrund der starken teaminternen Konkurrenz konnte sie sich nie für Weltmeisterschaften oder Olympische Spiele qualifizieren. Nach der Saison 2008/09 beendete sie ihre aktive Sportkarriere.

## Erfolge

### Weltcup
- 4 Platzierungen unter den besten zehn

### Europacup
- Saison 2000/01: 3. Gesamtwertung, 1. Abfahrtswertung, 3. Super-G-Wertung
- Saison 2004/05: 7. Gesamtwertung, 1. Super-G-Wertung, 7. Abfahrtswertung
- Saison 2005/06: 3. Super-G-Wertung
- 12 Podestplätze, davon 3 Siege:

| Datum            | Ort         | Land       | Disziplin |
| ---------------- | ----------- | ---------- | --------- |
| 1. Februar 2001  | Pra-Loup    | Frankreich | Abfahrt   |
| 11. Februar 2002 | Sella Nevea | Italien    | Super-G   |
| 5. Februar 2005  | Kastelruth  | Italien    | Super-G   |

### Junioren-Weltmeisterschaften
- Megève 1998: 22. Riesenslalom, 48. Slalom
- Québec 2000: 2. Super-G, 9. Abfahrt, 32. Riesenslalom
- Verbier 2001: 7. Super-G, 7. Riesenslalom, 9. Abfahrt, 39. Slalom

### Weitere Erfolge
- Österreichische Meisterin im Super-G 2001
- 6 Siege in FIS-Rennen (3× Super-G, 3× Riesenslalom)